# Бородянська селищна рада
Бородя́нська се́лищна ра́да — адміністративно-територіальна одиниця та орган місцевого самоврядування в Бородянському районі Київської області. Адміністративний центр — селище міського типу Бородянка.

## Загальні відомості
- Територія ради: 65,3 км²
- Населення ради: 13 235 осіб (станом на 2015 рік)[1]
- Територією ради протікає Здвиж

## Населені пункти
Селищній раді підпорядковані населені пункти:
- смт Бородянка

## Склад ради
Рада складається з 26 депутатів та голови.
- Голова ради: Сахарук Олександр Васильович
- Секретар ради: Єрко Георгій Миколайович

### Керівний склад попередніх скликань
| Прізвище, ім'я, по батькові    | Основні відомості                                                        | Дата обрання | Дата звільнення |
| ------------------------------ | ------------------------------------------------------------------------ | ------------ | --------------- |
| Загородній Володимир Микитович | Селищний голова, 1953 року народження, безпартійний                      | 26.03.2006   | 31.10.2010      |
| Трухан Віктор Володимирович    | Селищний голова, 1963 року народження, освіта вища, член Партії регіонів | 31.10.2010   | жовтень 2015    |
| Сахарук Олександр Васильович   | Селищний голова, 1975 року народження, освіта вища, член БПП             | жовтень 2015 |                 |

Примітка: таблиця складена за даними сайту Верховної Ради України

### Депутати
За результатами місцевих виборів 2010 року депутатами ради стали:

#### За суб'єктами висування
| Суб'єкт висування             | Кількість обраних депутатів | %    |
| ----------------------------- | --------------------------- | ---- |
| Партія регіонів               | 14                          | 46,7 |
| Самовисування                 | 7                           | 23,3 |
| Політична партія «Фронт Змін» | 5                           | 16,7 |
| Партія «Реформи і порядок»    | 3                           | 10   |
| Єдиний Центр                  | 1                           | 3,3  |

#### За округами
| № округу                      | Прізвище, ім'я, по батькові      | Дата визнання обраним | Освіта             | Партійна приналежність              | Відомості про обраного депутата                                            |
| ----------------------------- | -------------------------------- | --------------------- | ------------------ | ----------------------------------- | -------------------------------------------------------------------------- |
| Єдиний Центр                  |                                  |                       |                    |                                     |                                                                            |
| 5                             | Рибченко Ігор Васильович         | 02.11.2010            | вища               | член Єдиного Центру                 | Бородянська ЦРЛ, лікар                                                     |
| Партія регіонів               |                                  |                       |                    |                                     |                                                                            |
| 1                             | Рибченко Василь Олександрович    | 02.11.2010            | вища               | член Партії регіонів                | Бородянська ЦРЛ, завідувач гінекологічного відділення                      |
| 2                             | Мозговенко Тетяна Іванівна       | 02.11.2010            | середня спеціальна | член Партії регіонів                | Бородянська селищна рада, спеціаліст                                       |
| 7                             | Черток Ірина Василівна           | 02.11.2010            | вища               | член Партії регіонів                | Бородянська загальноосвітня школа І-ІІІ ст. № 2, заступник директора       |
| 10                            | Лісогор Павло Васильович         | 02.11.2010            | вища               | член Партії регіонів                | Бородянська ЦРЛ, заступник головного лікаря                                |
| 12                            | Войцех Вітавлій Йосипович        | 02.11.2010            | вища               | член Партії регіонів                | пенсіонер                                                                  |
| 13                            | Горай Віктор Михайлович          | 02.11.2010            | середня спеціальна | член Партії регіонів                | Бородянська ЦРЛ, старший фельдшер Швидкої допомоги                         |
| 16                            | Вишняк Тетяна Леонідівна         | 02.11.2010            | вища               | позапартійна                        | Бородянська районна селищна рада, спеціаліст                               |
| 17                            | Яценко Надія Василівна           | 02.11.2010            | вища               | член Партії регіонів                | Бородянська ЦРЛ, заступник головного лікаря з медсестринства               |
| 18                            | Слухай Олександр Миколайович     | 02.11.2010            | вища               | позапартійний                       | КП КОР «Бородянкатепловодопостачання», головний механік                    |
| 20                            | Лазутіна Олена Вікторівна        | 02.11.2010            | вища               | член Партії регіонів                | Бородянська загальноосвітня школа І-ІІІ ст. № 2, директор                  |
| 23                            | Демченко Олександр Васильович    | 02.11.2010            | середня            | позапартійний                       | приватний підприємець                                                      |
| 25                            | Талько Неля Альбінівна           | 02.11.2010            | вища               | позапартійна                        | Бородянське відділення Ощад Банку, керуюча                                 |
| 26                            | Олішкевич Василь Миколайович     | 02.11.2010            | середня            | позапартійний                       | пенсіонер                                                                  |
| 30                            | Носік Віталій Петрович           | 02.11.2010            | вища               | позапартійний                       | ТОВ «Бородянське ЖКП», юрист-консульт                                      |
| Партія «Реформи і порядок»    |                                  |                       |                    |                                     |                                                                            |
| 14                            | Котик Ольга Вікторівна           | 02.11.2010            | середня спеціальна | член Партії «Реформи і порядок»     | ТОВ КСД, головний бухгалтер                                                |
| 15                            | Долгов Микола Миколайович        | 02.11.2010            | вища               | член Партії «Реформи і порядок»     | ВАТ «Борекс», ведучий технолог                                             |
| 29                            | Остропольський Павло Михайлович  | 02.11.2010            | середня            | член Партії «Реформи і порядок»     | ТОВ «Фобус», директор                                                      |
| Політична партія «Фронт Змін» |                                  |                       |                    |                                     |                                                                            |
| 4                             | Янчук Володимир Пантелеймонович  | 02.11.2010            | вища               | член Політичної партії «Фронт Змін» | Бородянська загальноосвітня школа І-ІІІ ст. № 2, вчитель фізичної культури |
| 8                             | Мариненко Віталій Володимирович  | 02.11.2010            | вища               | член Політичної партії «Фронт Змін» | приватний підприємець                                                      |
| 9                             | Сахарук Олександр Васильович     | 02.11.2010            | вища               | член Політичної партії «Фронт Змін» | Комунальне підприємство Бучанське БТІ, директор                            |
| 11                            | Бородай Констянтин Анатолійович  | 02.11.2010            | середня спеціальна | член Політичної партії «Фронт Змін» | приватний підприємець                                                      |
| 28                            | Науменко Тетяна Петрівна         | 02.11.2010            | середня спеціальна | член Політичної партії «Фронт Змін» | приватний підприємець                                                      |
| Самовисування                 |                                  |                       |                    |                                     |                                                                            |
| 3                             | Філоненко Наталія Володимирівна  | 02.11.2010            | вища               | позапартійна                        | РУ ГУ МНС України Київській області, інспектор Держпожежнагляду            |
| 6                             | Чернишенко Людмила Олександрівна | 02.11.2010            | вища               | позапартійна                        | ВТФ"Аліна", директор                                                       |
| 19                            | Домбровський Віктор Нікіфорович  | 02.11.2010            | вища               | позапартійний                       | Профспілка працівників освіти, голова ради                                 |
| 21                            | Хорощак Галина Петрівна          | 02.11.2010            | вища               | позапартійна                        | пенсіонер                                                                  |
| 22                            | Твардовський Микола Антонович    | 02.11.2010            | середня спеціальна | позапартійний                       | ВАТ «Борекс», інженер технолог                                             |
| 24                            | Баскакова Таїсія Петрівна        | 02.11.2010            | вища               | член Партії регіонів                | Бородянська рада, начальник відділу у справах сім'ї та молоді              |
| 27                            | Науменко Микола Васильович       | 02.11.2010            | вища               | позапартійний                       | Бородянка МТС, директор                                                    |

За результатами місцевих виборів 2020 депутатами ради стали
За суб'єктами висування
| Суб`єкти висування       | Кількість депутатів | %     |
| ------------------------ | ------------------- | ----- |
| За майбутнє              | 5                   | 19,23 |
| Наш край                 | 5                   | 19,23 |
| Європейська Солідарність | 4                   | 15,38 |
| ОПЗЖ                     | 3                   | 11,54 |
| ВО "Батьківщина"         | 3                   | 11,54 |
| Нові обличчя             | 3                   | 11,54 |
| Слуга народу             | 3                   | 11,54 |

За округами